# Bryconamericus charalae
Bryconamericus charalae är en fiskart som beskrevs av Román-valencia 2005. Bryconamericus charalae ingår i släktet Bryconamericus och familjen Characidae. Inga underarter finns listade.